# Trần Phong (thuộc Minh)
Trần Phong (陳封, 1370 -1428) là tướng người Việt hợp tác với quân Minh thời kỳ Bắc thuộc lần thứ tư trong lịch sử Việt Nam. 

## Thời thuộc Minh
Trần Phong vốn là tướng nhà Hồ. Theo sách Đại Việt thông sử, Trần Phong người xã Ma Lộng, thành phố Chí Linh, tỉnh Hải Dương. 
Năm 1406, khi quân Minh sang đánh, Trần Phong mang hết thủ hạ ra hàng, được phong làm Chỉ huy đồng tri Giao châu Hữu vệ. Theo đánh giá của Đại Việt thông sử, Trần Phong phục vụ rất đắc lực cho quân Minh trong việc đàn áp người Việt chống đối. Ông thường dò la tin tức, hễ thấy ai mang ý định chống đối bèn mang quân đến đánh bắt hoặc tố cáo với quân Minh.
Năm 1412, ông được thăng chức Đô chỉ huy Thiêm sự Giao Chỉ.
Cuối năm 1426, sau trận Tốt Động, Lê Lợi vây hãm tướng Minh là Vương Thông trong thành Đông Quan. Vương Thông bí thế muốn đầu hàng, bèn viết thư xin giảng hoà để rút toàn quân về. Lê Lợi đã bằng lòng cho, sai người đi làm giao ước. Tuy nhiên lúc đó Trần Phong lại cùng Lương Nhữ Hốt sợ khi quân Minh rút về thì bản thân mình sẽ bị giết, bèn nói với Vương Thông:
Trước đây quân Ô Mã Nhi bị thua ở sông Bạch Đằng, mang toàn quân quy hàng, Hưng Đạo Vương bằng lòng cho, nhưng lại dùng kế lấy thuyền to chở quân cho về, rồi sai người bơi giỏi sung vào làm phu chở thuyền. Đang đêm ra đến ngoài biển, rình lúc quân Ô Mã Nhi ngủ say, lặn xuống đục thuyền, làm cho những người đã quy hàng chết đuối, không ai sống sót trở về được.
Vương Thông nghe vậy hoảng sợ, nghi ngờ Lê Lợi, bề ngoài tuy nói giảng hòa, nhưng bề trong sai người đào hào, rắc chông để phòng thủ và viết thư xin cầu viện vua Tuyên Đức nhà Minh. Vì vậy khởi nghĩa Lam Sơn kéo dài thêm 1 năm. Cuối năm 1427, khi viện binh của Liễu Thăng và Mộc Thạnh bị đánh tan, Vương Thông buộc phải giảng hoà rút về, Trần Phong mới chịu đầu hàng.

## Thời Lê
Lê Lợi tha tội cho Trần Phong. Tuy nhiên, ông vẫn không phục, liên kết với những người từng hợp tác với quân Minh trước đây để chống lại.
Ông viết thư sai người mang qua biên giới, đưa cho tướng nhà Minh, đề nghị quân Minh đến đánh để làm nội ứng. Thư của Trần Phong bị thượng tướng quân ở Thái Nguyên của nhà Lê là Hoàng Nguyên Ý bắt được, mang nộp cho Lê Lợi.
Lê Lợi muốn làm yên lòng những người mới quy phục, nên chỉ bắt người mang thư giết đi.
Tháng 8 năm 1428, Trần Phong cùng những người theo quân Minh trước là Lương Nhữ Hốt và Đỗ Duy Trung lại mưu phản, bị thủ hạ đi tố cáo. Lê Thái Tổ bèn bắt 3 người cầm đầu này giết chết, sau đó hạ chiếu tha hết cho các thủ hạ.

## Hậu thế
Trần Phong được thờ phụ tại đền thờ ở xã Hộ Xá. Con cháu ông không bị bắt tội, đến cuối thời Hậu Lê vẫn còn. Tới khi phong trào khởi nghĩa nông dân Đàng Ngoài nổ ra, Nguyễn Cừ nổi dậy ở Hải Dương (1739), vì loạn lạc nên không biết dòng dõi Trần Phong thất lạc đi đâu.